# 藿香属
藿香属（学名：Agastache）是唇形科下的一个属，为多年生草本植物。该属共有约9种，除一种产自东亚外，其余均产自北美。